# Demos Memneloum
Demos Memneloum, född 10 juni 1994 i N'Djamena i Tchad, är en tchadisk judoka som tävlar i mellanvikt (under 70 kg).

## Biografi
Memneloum har tävlat professionellt i judo sedan 2011. 2011 respektive 2012 tog hon femteplatser vid Afrikanska mästerskapen i judo. 2019 vann hon en bronsmedalj Afrikanska mästerskapen i judo i Kapstaden, samt ytterligare ett brons i Afrikanska spelen i Rabat.
2020 deltog hon i Olympiska sommarspelen 2020. Hon förlorade i första rundan via ippon mot Gulnoza Matniyazova från Uzbekistan. Memneloum var Tchads första representant i judo i ett olympiskt spel.